# Lista de deputados estaduais do Espírito Santo da 7.ª legislatura
Esta é a lista de deputados estaduais do Espírito Santo para a legislatura 1971–1975. Nas eleições, foram eleitos 21 deputados estaduais.

## Composição das bancadas
| Partido | Líder         | Bancada | Posição  |
| ------- | ------------- | ------- | -------- |
| ARENA   | Gerson Camata | 14 / 21 | Governo  |
| MDB     | Hugo Borges   | 7 / 21  | Oposição |

## Deputados Estaduais
Estavam em jogo 21 cadeiras na Assembleia Legislativa do Espírito Santo.
| Número | Deputados estaduais eleitos   | Partido | Votação | Percentual | Cidade onde nasceu      | Unidade federativa |
| 11111  | Theodorico Ferraço            | ARENA   | 8.578   | 1,21%      | Cachoeiro de Itapemirim | Espírito Santo     |
| 11591  | Moacir Dalla                  | ARENA   | 7.408   | 1,05%      | Colatina                | Espírito Santo     |
| 11864  | Setembrino Pelissari          | ARENA   | 7.363   | 1,04%      | Ibiraçu                 | Espírito Santo     |
| 11507  | João Manoel Meneghelli        | ARENA   | 6.863   | 0,97%      | Santa Teresa            | Espírito Santo     |
| 11166  | Emir de Macedo Gomes          | ARENA   | 6.164   | 0,87%      | Remanso                 | Bahia              |
| 11478  | Walter de Prá                 | ARENA   | 6.126   | 0,86%      | Cachoeiro de Itapemirim | Espírito Santo     |
| 11857  | Gerson Camata                 | ARENA   | 6.119   | 0,86%      | Castelo                 | Espírito Santo     |
| 11681  | Alcino Santos                 | ARENA   | 6.079   | 0,86%      | São Mateus              | Espírito Santo     |
| 11570  | Pedro Leal                    | ARENA   | 5.950   | 0,84%      | Vila Velha              | Espírito Santo     |
| 11646  | Antônio Jacques Soares        | ARENA   | 5.893   | 0,83%      | Itapemirim              | Espírito Santo     |
| 11599  | José Luiz Cláudio Corrêa      | ARENA   | 5.689   | 0,80%      | Alfredo Chaves          | Espírito Santo     |
| 11139  | Dercilio Gomes de Albuquerque | ARENA   | 5.446   | 0,77%      | Cachoeiro de Itapemirim | Espírito Santo     |
| 11345  | Werdeval Ferreira da Silva    | ARENA   | 5.403   | 0,76%      | Vitória                 | Espírito Santo     |
| 11311  | Lúcio Merçon                  | ARENA   | 4.738   | 0,67%      | Muniz Freire            | Espírito Santo     |
| 15577  | Honório Regiani               | MDB     | 4.592   | 0,65%      | Colatina                | Espírito Santo     |
| 15820  | Américo Bernardes da Silveira | MDB     | 4.477   | 0,63%      | Vila Velha              | Espírito Santo     |
| 15859  | Carlos Alberto Cunha          | MDB     | 4.420   | 0,62%      | Vitória                 | Espírito Santo     |
| 15762  | Luiz Batista                  | MDB     | 4.048   | 0,57%      | Ibiraçu                 | Espírito Santo     |
| 15787  | Hugo Borges                   | MDB     | 3.748   | 0,53%      | Serra                   | Espírito Santo     |
| 15923  | Oséas Nascimento              | MDB     | 3.570   | 0,50%      | Apiacá                  | Espírito Santo     |
| 15931  | Mário Moreira                 | MDB     | 3.205   | 0,45%      | Itapemirim              | Espírito Santo     |